# Paul Pollock
Paul Pollock (ur. 25 czerwca 1986 w Holywood) – irlandzki lekkoatleta specjalizujący się w biegach długodystansowych, olimpijczyk z Rio de Janeiro i Tokio.
Młodszy brat Noela Pollocka, również lekkoatlety.

## Przebieg kariery
W latach 2004–2012 startował przede wszystkim w zawodach rozgrywanych na terytorium Wielkiej Brytanii i Irlandii, jednak już w 2004 startował na młodzieżowych igrzyskach Wspólnoty Narodów w australijskim Bendigo, gdzie zajął 4. pozycję. W 2012 wziął udział w mistrzostwach świata w półmaratonie, na których zajął 34. pozycję z rezultatem czasowym 1:05:38. W 2013 zadebiutował na mistrzostwach świata w lekkoatletyce, w ramach zmagań rozgrywanych w Moskwie brał udział w konkurencji maratonu i zajął 21. pozycję z czasem 2:16:42.
W 2015 wywalczył złoty medal halowych mistrzostw kraju, dzięki uzyskanemu rezultatowi czasowemu 8:09,81 w konkurencji biegowej na dystansie 3000 metrów.
W 2016 roku reprezentował Irlandię na letnich igrzyskach olimpijskich w Rio de Janeiro, w ramach igrzysk wziął udział w konkurencji maratonu i uplasował się na 32. pozycji z rezultatem 2:16:24. Pięć lat później ponownie reprezentował swój kraj na letniej olimpiadzie. W ramach olimpijskich zmagań w Tokio, zajął w maratonie 71. pozycję z czasem 2:27:48.

## Osiągnięcia
| Rok     | Zawody                                    | Miasto         | Miejsce | Kategoria     | Wynik    |
| ------- | ----------------------------------------- | -------------- | ------- | ------------- | -------- |
| 2005    | Mistrzostwa świata w biegu przełajowym    | Saint-Étienne  | 116.    | bieg juniorów | 0:28:53  |
| 2012    | Mistrzostwa świata w półmaratonie         | Kawarna        | 34.     | półmaraton    | 1:05:38  |
| 2013    | Mistrzostwa świata w lekkoatletyce        | Moskwa         | 21.     | maraton       | 2:16:42  |
| 2013    | Mistrzostwa Europy w biegach przełajowych | Belgrad        | 26.     | 10 km         | 0:30:22  |
| 2014    | Igrzyska Wspólnoty Narodów                | Glasgow        | 19.     | 10 000 m      | 29:11,46 |
| 2014    | Mistrzostwa świata w półmaratonie         | Kopenhaga      | 30.     | półmaraton    | 1:02:10  |
| 2015    | Halowe mistrzostwa Europy                 | Praga          | 10.     | 3000 m        | 7:58,78  |
| 2015    | Mistrzostwa Europy w biegach przełajowych | Hyères         | 45.     | 10 km         | 0:31:31  |
| 2016    | Mistrzostwa świata w półmaratonie         | Cardiff        | 14.     | półmaraton    | 1:02:46  |
| 2016    | Mistrzostwa Europy                        | Amsterdam      | 17.     | półmaraton    | 1:04:58  |
| 2016    | Letnie igrzyska olimpijskie               | Rio de Janeiro | 32.     | maraton       | 2:16:24  |
| 2016    | Mistrzostwa Europy w biegach przełajowych | Chia           | 36.     | 10 km         | 0:29:42  |
| 2017    | Mistrzostwa Europy w biegach przełajowych | Šamorín        | 48.     | 10 km         | 0:31:43  |
| 2018    | Mistrzostwa świata w półmaratonie         | Walencja       | 76.     | półmaraton    | 1:04:29  |
| 2018    | Igrzyska Wspólnoty Narodów                | Gold Coast     | DNS     | maraton       | N/A      |
| 2018    | Mistrzostwa Europy                        | Berlin         | 47.     | maraton       | 2:23:26  |
| 2021    | Letnie igrzyska olimpijskie               | Tokio          | 71.     | maraton       | 2:27:48  |
| Źródło: |                                           |                |         |               |          |

## Rekordy życiowe
- 1500 m – 3:50,17 (11 czerwca 2005, Belfast)
- 5000 m – 14:05,78 (30 maja 2015, Manchester)
- 10 000 m – 28:31,18 (4 maja 2014, Palo Alto)
- 5 km – 0:14:13 (14 lutego 2013, Armagh)
- 10 km – 0:28:59 (14 kwietnia 2019, Brighton)
- 10 mili – 0:48:21 (23 października 2016, Portsmouth)
- półmaraton – 1:02:10 (29 marca 2014, Kopenhaga)
- maraton – 2:10:25 (1 grudnia 2019, Walencja)

Rekordy halowe
- 3000 m – 7:58,78 (6 marca 2015, Praga)

Źródło: 